# 李希泌
李希泌（1918年8月26日—2006年12月11日），字季鄴，男，云南腾冲人，生於香港，中国政治人物。民國37年（1948年）在雲南省第三選區當選第一屆立法委員。

## 生平[1]
幼隨父李根源寓居蘇州，受業章太炎門下，勤苦向學，章太炎1933年為之題書屋「健行齋」以嘉其志。1937年「一二·八」事件發生，蘇滬危急，回至昆明。毕业于西南聯大歷史系。1942年在昆明創辦私立五華中學任校長。
1949年至1950年任徐州青年學校校長。1950年至1954年山東省文聯文化局副局長。
1951年9月到北京圖書館工作。1954年至1986年任北京圖書館副館長。

## 职务
- 騰衝商科職業學校校長
- 昆明五華學院董事
- 《圖書館工作》、《聯合目錄》編輯
- 《文獻》、《當代中國圖書館事業》副主編
- 全國政協委員，1993年在全國政協會上提出提案《將騰衝國殤墓園列為國家級文物保護單位》獲得批准